# Форум Цезаря
Форум Цезаря (лат. Forum Caesaris, также Forum Iulium) — первый из императорских форумов Рима. Цезарь поручил Цицерону в 54 году до н. э. купить участок земли на сумму 60 — 100 миллионов сестерциев. На этом участке Гаем Юлием Цезарем в 54 — 46 годах до н. э. был построен новый форум как расширение Римского Форума. В северной части форума располагались храм Венеры-Прародительницы (Venus Genetrix) и Серебряная базилика (basilica Argentaria), своего рода античная биржа. Вдоль Clivus Argentarius сохранились руины магазинов и мастерских времен правления Адриана. В античных источниках говорится также о величественной конной статуе Цезаря и статуе Клеопатры из позолоченной бронзы. Во II веке при императоре Траяне форум полностью перестроили, а после пожара в 283 году при Диоклетиане отстроили заново.
Форум занимал территорию 170 на 75 м, сегодня находится частично под сквером и Виа деи Фори Империали. В настоящее время форум представляет собой прямоугольную площадь, окружённую с трёх сторон арочной галереей, в центре находятся руины храма Венеры (три колонны коринфского ордера с балками), а также бронзовая скульптура Цезаря (копия одной из мраморных статуй императора).